# Guerra da Cisplatina
A guerra da Cisplatina ou campanha da Cisplatina, conhecido na historiografia argentina e uruguaia como província em disputa foi um conflito ocorrido entre o Reino Unido de Portugal, Brasil e Algarves e depois o Império do Brasil contra as Províncias Unidas do Rio da Prata, no período de 1816 e depois de 1825 a 1828, pela posse da Província Cisplatina, a região da atual República Oriental do Uruguai. Na historiografia argentina é denominada como Guerra do Brasil ou Guerra Argentino-Brasileira ou Guerra Rioplatense-Brasileira.
Foi o segundo de cinco conflitos armados internacionais em que Portugal e depois o Brasil independente lutaram pela supremacia sul-americana, tendo o primeiro sido a Invasão Luso-brasileira, o terceiro sido a Guerra do Prata, o quarto a Questão Uruguaia e o último a Guerra do Paraguai. Juntos, integram o conjunto das Questões Platinas, na História das Relações Internacionais do Brasil.
O termo Cisplatina (cis, aquém, da parte de cá de + platina, relativa ao rio da Prata), indica a localização geográfica do território da antiga província, a Leste daquele rio; em castelhano era conhecida como Província Oriental del Río de la Plata, constituindo-se no atual Uruguai.
Localizada na entrada do estuário do Rio da Prata, a Província Oriental era uma área estratégica, já que quem a controlava tinha grande domínio sobre a navegação em todo o rio, acesso aos rios Paraná e Paraguai, e via de transporte da prata andina.

## Antecedentes

Bandeira da Província Cisplatina

A região era disputada pelas coroas de Portugal e da Espanha desde a fundação da Colônia do Santíssimo Sacramento (1680), pelos portugueses, sendo objeto de vários tratados territoriais, dos quais os principais foram o Tratado de Madrid (1750), o Tratado de Santo Ildefonso (1777) também chamado Tratado dos Limites, por ter decidido a posse do território aos espanhóis, e o Tratado de Badajoz (1801).
Na posse espanhola, com a independência da Províncias Unidas do Rio da Prata, constituiu-se em território daquele país até 1816 quando foi invadida pelo general Carlos Frederico Lecor, comandante da Divisão de Voluntários Reais do Príncipe, para o Reino Unido de Portugal, Brasil e Algarves, na Guerra contra Artigas. Ali desenvolveu uma inteligente política de ocupação, com a fundação das Escolas Mútuas do Método Lancaster e o apoio às elites Orientais. Em 31 de julho de 1821, deixou de ser apenas um território ocupado e foi incorporado oficialmente ao Reino Unido de Portugal, Brasil e Algarves pelo rei Dom João VI, com o nome de Província Cisplatina. A anexação foi justificada, à época, pelos alegados direitos sucessórios que sua esposa, a rainha Carlota Joaquina, teria sobre a região.

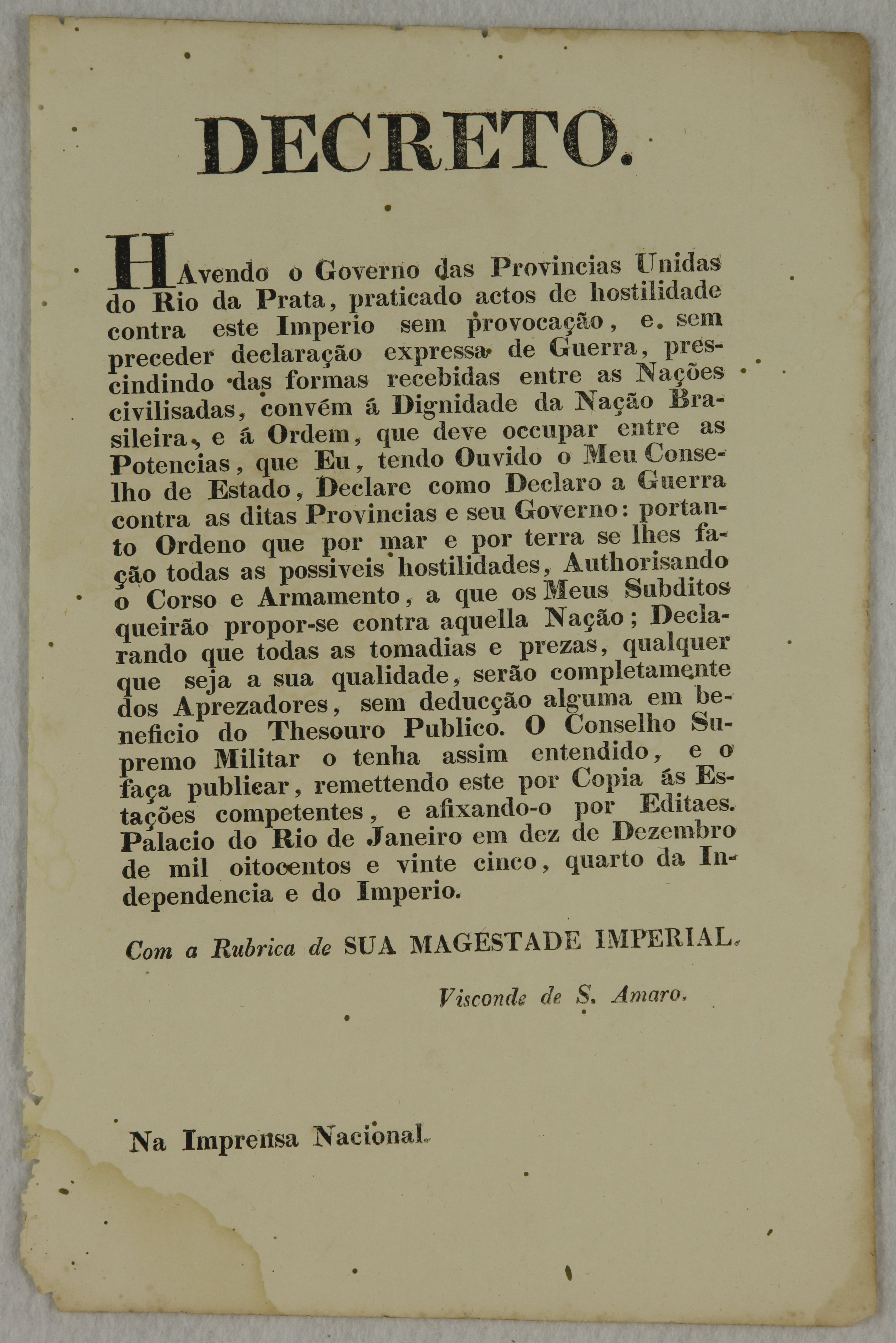
Declaração de guerra contra as Províncias Unidas do Rio da Prata, 1825, acervo Biblioteca Brasiliana Guita e José Mindlin.

A província aceitou fazer parte do Império do Brasil, inclusive enviando deputados para a Constituinte de 1823 (e antes mesmo para as Cortes em 1822). Contudo, trinta e três nativos da província liderados por Juan Antonio Lavalleja revoltaram-se contra o Brasil e declaram a união da Cisplatina com as Províncias Unidas do Rio da Prata (futura Argentina). Tal insurreição fora possível graças à colaboração material e financeira por parte das Províncias Unidas. Tal atentado contra a soberania brasileira por parte de uma nação estrangeira foi revidada por uma declaração formal de guerra em 10 de dezembro de 1825. O Brasil não alcançou a vitória na parte terrestre ante as Províncias Unidas, porém a marinha do Império do Brasil conseguiu fazer com o que o bloqueio naval fosse efetivo, principalmente após a Batalha de Monte Santiago, sufocando a economia e levando ao desabastecimento, de modo que o empate militar levou aos dois países a aceitarem uma mediação de um acordo de paz proposto pela Grã-Bretanha, quando Argentina e Brasil concordaram em desmilitarizar a área e reconhecer a independência proclamada pelos nacionalistas uruguaios.

## O conflito

Imagem do Brasil Império, com a província da Cisplatina destacada no mapa.

Alimentando pretensões de recuperar o território da Província Oriental ou Cisplatina as Províncias Unidas do Rio da Prata ajudaram os patriotas orientais (uruguaios), liderados por Juan Antonio Lavalleja, a que se levantassem contra a dominação brasileira na região. Para esse fim, os argentinos ofereciam-lhes apoio político, além de suprimentos de boca e de guerra. O conflito acabou eclodindo em 1825, quando líderes militares orientais, como Lavalleja e Fructuoso Rivera proclamaram a independência da região. Lavalleja desembarcou com suas forças na praia da Agraciada e, com o apoio da população, declarou a incorporação da Província Oriental às Províncias Unidas do Rio da Prata. Em resposta, em 10 de dezembro, o governo imperial brasileiro emite o decreto que declarou guerra às Províncias Unidas, que retribuíram a declaração de guerra em 1º de janeiro de 1826.

### Forças oponentes
O Brasil tinha uma significativa vantagem populacional em relação aos seus inimigos. A população brasileira era de 4,5 milhões de pessoas (incluindo 1,1 milhão de escravos), enquanto que a população das Províncias Unidas era de 600 mil (150 mil na província de Buenos Aires) e a do Uruguai, 60 mil. O tamanho da população, entretanto, não era uma medida adequada da força dos países. Muitos brasileiros estavam fisicamente e emocionalmente afastados do conflito. Nas Províncias Unidas, somente os portenhos estavam interessados na luta. Apesar de a maioria dos uruguaios terem lutado com os portenhos, alguns se aliaram aos brasileiros.
Tanto o Brasil quanto as Províncias Unidas tinham dificuldades em criar exércitos nacionais. A espinha dorsal do Exército Brasileiro, que havia lutado no Uruguai entre 1811 e 1821, era portuguesa. Depois que o Brasil proclamou sua independência em 1822, as tropas portuguesas em Montevidéu retornaram à Europa em março de 1824, sendo substituídas por tropas brasileiras recém recrutadas. A partir de 1822, o Império Brasileiro começou a criar um exército nacional com as unidades brasileiras que já existiam, mas ainda havia muito a se fazer.
O efetivo da tropa, entretanto, estava muito aquém do necessário, obrigando o governo a determinar o recrutamento forçado. John Armitage escreveu que:
| “ | Apesar de detestarem a vida militar, [os camponeses livres] erão agarrados como malfeitores, manietados, mettidos a bordo de immundas embarcações, e mandados para as agrestes campinas do sul, soffrer os rigores de hum clima inhospito, e a tactica de hum inimigo desapiedado. Grande numero adoecia e morria na viagem | ” |

Diante da dificuldade de recrutar brasileiros para servir no exército, mercenários foram recrutados na Alemanha e Irlanda, mas essas tropas não ofereciam ajuda imediata.
O Exército Brasileiro de 1826 contava com 10 mil homens, 6 mil deles na Banda Oriental do Uruguai: 2,5 mil em Montevidéu, 1,1 mil em Colônia do Sacramento, 1,1 mil espalhados em guarnições ao longo dos rios Uruguai e Negro, e o restante em outros lugares. Muitos desses 6 mil homens eram recrutas locais.
As Províncias Unidas também tiveram problemas para levantar um exército. O caudilho Juan de las Heras, governador da Província de Buenos Aires, levantou um exército de 800 homens sob o comando do General Martín Rodriguez, perto de Concepción del Uruguay, na Argentina. A nata da força humana da cidade havia sido enviada à costa oeste da América do Sul para enfrentar os realistas, e as províncias do interior não tinham o mesmo entusiasmo com a guerra contra o Brasil quanto os portenhos, e não enviaram tropas.
Embora a população uruguaia fosse pequena comparada às do Brasil e das Províncias Unidas, o país teve menos dificuldade em levantar um exército. A maioria dos uruguaios vivia nas planícies do interior eram apropriados para servir como cavalaria irregular. Armitage descreveu o típico homem do front:
| “ | Armado unicamente com as bolas e os laços, e com a inseparável faca enfiada no cinto, todos [os gaúchos] são soldados por hábito; e animados pelo espírito de nacionalidade, estão sempre promptos a entrar em luta | ” |
| — | |   |

As marinhas eram outra questão. Apesar de Lorde Cochrane ter voltado para a Inglaterra, a Marinha do Brasil, criada por ele e integrada também por mercenários ingleses, irlandeses e norte-americanos (como aconteceu com a marinha de Buenos Aires), permaneceu praticamente intacta. Um terço dos oficiais da Marinha do Brasil era inglês. A marinha sofria por falta de oficiais juniores. Em dezembro de 1825, a Marinha do Brasil possuía um navio de linha (o D. Pedro I, 74 canhões), seis fragatas (Piranga, 64 canhões; Dona Paula, 50 canhões; Imperatriz, 50 canhões; Paraguassu, 44 canhões; Thetis, 36 canhões e Niterói, 36 canhões); dezoito brigues e bergantins, 19 schooners, além de umas cinquenta e três embarcações inferiores. Ao todo, eram 96 embarcações.

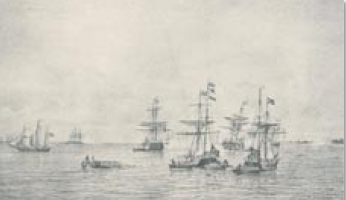
Batalha de Monte Santiago, 1827.

A marinha de Buenos Aires era inferior à brasileira. Em 1826, consistia em três brigues, o General Balcarce (14 canhões), o República Argentina (16 canhões), e o Independencia (22 canhões), duas corvetas, o 25 de Mayo (28 canhões) e o Congreso Nacional (18 canhões), alguns schooners, e outros barcos menores, totalizando 17 embarcações. As Províncias Unidas também compraram três belonaves chilenas que estavam no dique há algum tempo — a frigata O'Higgins (44 canhões), renomeada para Buenos Aires; a corveta Independencia (28 canhões); e a corveta Chacabuco (20 canhões). Os navios zarparam de Valparaíso em 25 de maio de 1826; o Buenos Aires, entretanto, naufragou no Cabo Horn após uma tempestade, causando a perda de 500 vidas, e o Independencia encalhou, com perda total. Dois terços dos cinquenta e seis oficiais da marinha de Buenos Aires eram norte-americanos e britânicos, e havia muitos mercenários ingleses, americanos e de outras partes, nos escalões inferiores também. O comércio regional estava crescendo e o potencial para prêmios em dinheiro era grande. Por isso, encorajar os corsários era fácil.

### Estratégias iniciais
O Brasil esperava que a demonstração de seu poderio naval antes do início das hostilidades moderasse as ações dos portenhos e que os mesmos desistiriam de seu apoio aos uruguaios. A partir de abril de 1825, o Brasil começou a enviar significativos reforços à sua pequena esquadra no Rio da Prata. O comando foi dado ao vice-almirante Rodrigo Ferreira Lobo.
Essa demonstração de força falhou no intuito de deter a guerra, então o Brasil esperou que um bloqueio a Buenos Aires persuadisse os portenhos. O bloqueio do porto de Buenos Aires, entretanto, se mostrou uma missão muito difícil. As águas imediatamente anteriores à enseada eram muito rasas para as belonaves brasileiras mais pesadas, e o canal de acesso à enseada era estreito e tempestuoso. Além disso, havia poucos pontos de referência distinguíveis no mar para auxiliar na navegação. Por essas mesmas razões, o bombardeio de Buenos Aires seria extremamente difícil.
A estratégia inicial das Províncias Unidas era furar o bloqueio através de rápidas incursões contra os bloqueadores utilizando belonaves menores e mais ágeis. As belonaves portenhas de pequeno calado zarparam de Buenos Aires, tentando atrair os bloqueadores brasileiros para águas rasas, onde deveriam encalhar. Uma vez encalhados, eles podiam ser atacados com sucesso por belonaves menores. O plano de Buenos Aires também consistia garantir suprimentos aos gaúchos uruguaios, aproveitando sua grande motivação de lutar contra as tropas brasileiras de ocupação.

### Contexto

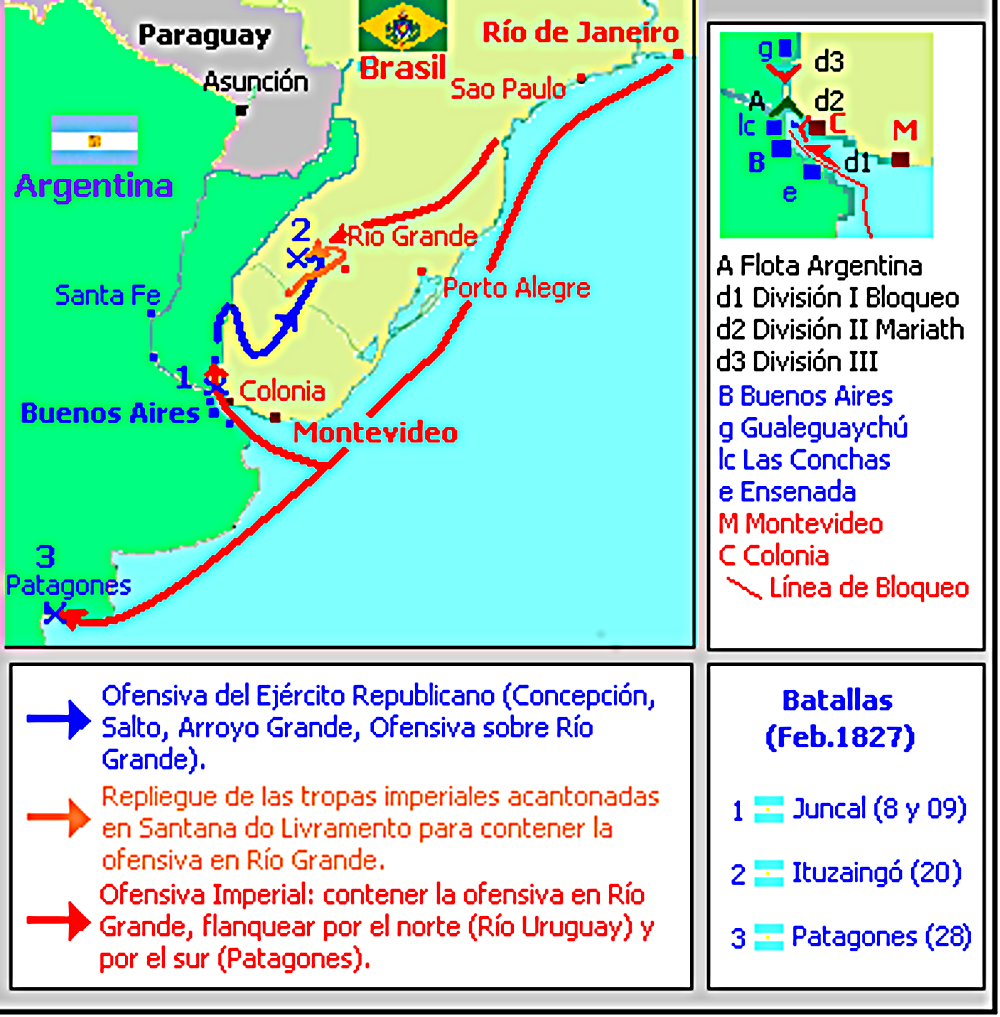
Operações do Império Brasileiro em fevereiro de 1827.

Para apoiar as forças de Juan Antonio Lavalleja, um exército argentino atravessou o Rio da Prata, estabelecendo acampamento em Durazno, iniciando uma invasão do território brasileiro pelo general Carlos Maria de Alvear (1826). O visconde de Barbacena, no comando das tropas imperiais, deu combate aos argentinos na batalha do Passo do Rosário.
Em apoio ao Exército Brasileiro, o imperador Pedro I enviou uma esquadra para bloquear o estuário do rio da Prata, assim como o porto de Buenos Aires. A Argentina revidou, atacando o litoral do Rio Grande do Sul. Contudo, a pressão da Marinha do Brasil conseguiu, com o tempo, estrangular o comércio argentino.
O Império Brasileiro iniciou a ofensiva terrestre a partir do final de 1826, por meio da concentração de tropas no sul do país. Essas tropas eram formadas, em sua maioria, por voluntários e por algumas unidades de mercenários europeus. As tropas brasileiras, preparadas para batalhas convencionais, foram incapazes de fazer frente às tropas gaúchas que utilizavam táticas que atualmente seriam consideradas de guerrilha. O Exército Brasileiro manteve sua presença nas cidades e vilas da Cisplatina, mas não encontrava maneiras de desferir um golpe certeiro no inimigo que preferia atuar de maneira inconsistente na região rural. No campo estratégico e político, Pedro viu a oposição dos liberais federalistas ao conflito, que manipulavam a opinião pública culpando o monarca pela guerra. Para os federalistas que defendiam os interesses dos fazendeiros escravocratas e dominavam a Assembleia, a guerra não lhes importava, pois a Cisplatina possuía uma terra imprópria para o cultivo de café e cana-de-açúcar.
Pedro I viu-se numa situação delicada, pois os políticos ao invés de colaborarem com o esforço de guerra para defender os interesses da nação, faziam justamente o contrário, por interesses pessoais e políticos. Dificultavam o envio de ajuda material e financeira para as tropas no teatro de guerra ao recusarem os pedidos do Executivo. As províncias também não enviavam voluntários suficientes e assim a guerra se estendeu em prejuízo do Império, que se via em graves dificuldades financeiras.
O imperador partiu para o teatro de operações para tentar resolver o problema por si só, visto que não conseguia o apoio dos políticos. Iniciou sua viagem em 29 de novembro de 1826, em seguida desembarcou na província de Santa Catarina e realizou um longo percurso por terra por mais de quatrocentos quilômetros a cavalo até atingir Porto Alegre, na província do Rio Grande do Sul em 7 de dezembro do mesmo ano. Pedro encontrou o Exército Brasileiro desmoralizado, sem recursos e sem qualquer perspectiva de tomar iniciativa. Imediatamente demitiu os oficiais incompetentes e corruptos, e reorganizou as tropas, assim como a administração civil e militar. Não teve como ficar muito tempo, pois ao receber a notícia do falecimento de Leopoldina, retornou ao Rio de Janeiro no início de 1827.
A falta de tropas atrasou em muito a capacidade de resposta brasileira ao apoio de Buenos Aires ao levante no Sul. Por volta de 1826, esse apoio não era mais somente político e logístico: já havia a convocação de tropas para lutar contra o Império. A guerra foi marcada por diversos encontros de pequena monta e por escaramuças de grupos armados de ambos os lados. Estes encontros em nada contribuíram para a solução do impasse político e militar.
Somente as batalhas de Sarandi e Passo do Rosário se constituíram em encontros militares de maior vulto. Em ambas, o exército imperial foi derrotado. Contudo, graças à falta de recursos humanos e logísticos também por parte das Províncias Unidas como da Banda Oriental, para explorarem estas vitórias, elas foram de pouco proveito.
A guerra prosseguiu, por terra e mar, com vantagem para as forças imperiais, que derrotaram as forças republicanas na decisiva Batalha de Monte Santiago (1827). Na primeira metade do ano seguinte, Fructuoso Rivera ocupou a Província Oriental (e para as Províncias Unidas) o Território dos Sete Povos das Missões que havia passado ao Império Português em 1801 (ver Tratado de Badajoz 1801).
No campo naval, em meados de 1828, quando foi celebrada a paz, o historiador militar britânico Brian Vale refere que as Províncias Unidas contavam com poucos barcos para o corso. A marinha brasileira, por sua vez, repôs suas perdas e ainda tinha 65 barcos armados, com 12 mil oficiais e soldados, e cada vez mais eram enviados ao sul. Embora tenham as Províncias Unidas lutado com engenho e habilidade, quando foi celebrada a paz, em meados de 1828, a marinha brasileira havia assegurado o domínio militar, na parte naval. O bombardeio de Buenos Aires estava nos planos da marinha brasileira, que já havia, a mando do comandante Pinto Guedes, feito um ensaio, em 1º de fevereiro de 1828, e preparativos continuaram em abril, quando a mediação britânica, para entabular a paz, foi aceita. 
Dado o impasse em terra (Montevidéu e Colônia do Sacramento, as duas maiores cidades do Uruguai permaneceram sob o controle do Brasil durante todo o conflito), o bloqueio naval brasileiro (que impunha consequências econômicas severas às Províncias Unidas), e mar, os altos custos para os beligerantes da continuação da guerra, a pressão britânica para que um acordo fosse firmado, além da precariedade militar e política dos países em conflito, a paz começou a ser negociada, com a mediação da França e da Grã-Bretanha.
O tratado de paz entre o Brasil e as Províncias Unidas veio logo após, em 28 de agosto de 1828, ao preço da perda da província Cisplatina (que se tornou o Uruguai), mais de 30 milhões de dólares em gastos e 8 mil brasileiros mortos. Pedro I teve sua imagem abalada profundamente pelo término do conflito que custou vidas e recursos desnecessariamente e foi culpado pelo desmembramento do território. Por sua vez, o imperador percebeu claramente que não poderia confiar nos liberais federalistas, que mais uma vez causaram mortes que poderia ter sido evitadas graças à defesa de seus próprios interesses em detrimento dos da Nação (a semelhança do que ocorreu na Confederação do Equador que foi iniciada durante a Guerra da Independência). A Guerra da Cisplatina teve um papel importante na abdicação de Pedro I, ao colaborar com o aumento do seu desprestígio.

## Consequências

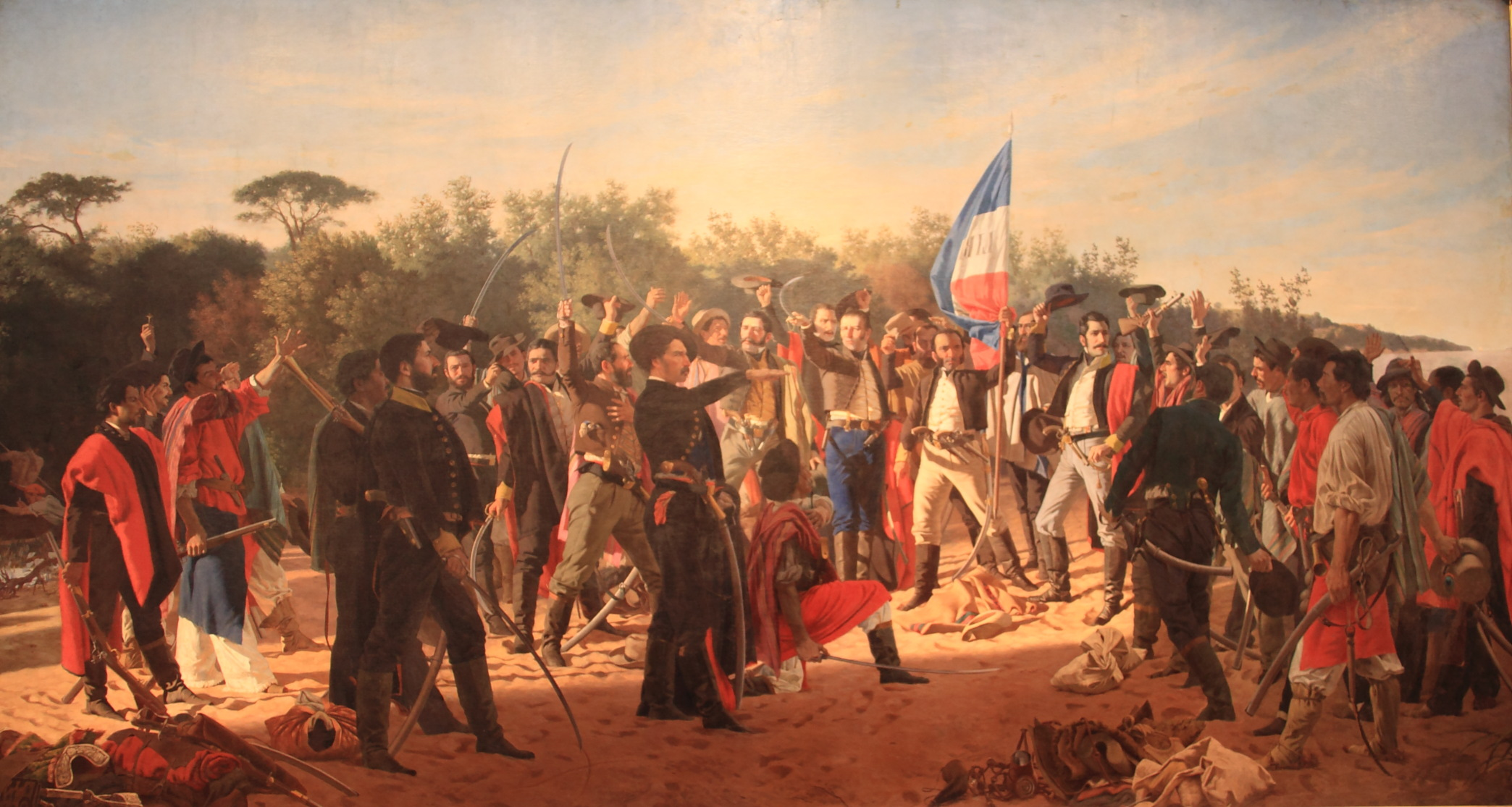
O Juramento dos Treinta y Três Orientales, 1877.

A perda da Província Cisplatina foi um motivo adicional para o crescimento da insatisfação popular com o governo de D. Pedro I. Na realidade, a guerra era impopular desde o início, pois para muitos brasileiros representava aumento de impostos para o financiamento de mais um conflito.
O conflito foi quase que inteiramente financiada por meio da venda de títulos da dívida pública, gerando uma reação em cadeia em que muitas pessoas compraram esse títulos, fazendo com que o Estado não tivesse recursos suficientes para pagar os juros prometidos. Dessa forma, implicando ao governo a contração de dívida sobre dívida, o que, além de prejudicar extremamente o setor financeiro, acabou por isolar D. Pedro I. no cenário político mundial.
Quando o Império do Brasil assinou o acordo pela independência da região, muitos utilizaram isto como argumento para tornar ainda mais impopular o governo, alegando que o imperador havia depauperado os cofres públicos e sacrificado a população por uma causa perdida.
Entretanto, a guerra da Cisplatina não foi uma causa direta para a abdicação do imperador, em 1831. Ela se insere dentro de uma conjuntura política e social interna que concorreu para a sua queda. Dentre as causas da abdicação, sem dúvida, o estilo centralizador de governar foi o principal.